# Dekánská plošina

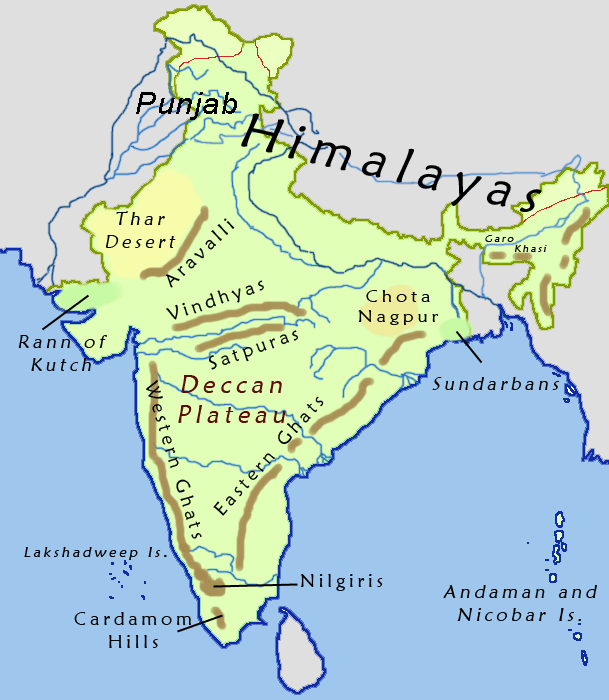
Dekánská plošina na mapě Indie

Dekánská plošina (ang. Deccan Plateau) je rozsáhlá náhorní plošina, která zabírá střední část Indického subkontinentu (zejména státy Maháráštra, Telangána a Karnátaka). Její rozloha činí okolo 1 miliónu km². Její nadmořská výška se nejčastěji pohybuje mezi 400 až 600 m, na severu se místy svažuje až na 100 m n. m. naopak vrcholy kopců na jihu šplhají přes 900 m.
Předpokládá se, že název vznikl zkomolením sanskrtského slova dakšin („jih“).

## Geologie a geomorfologie
Jedná se o geologicky velmi staré území (platformu), které bylo až do druhohor spojeno s Madagaskarem. Tvoří jej krystalické horniny (nejvíce žuly a ruly), které se objevují zejména na jihu, východu a severovýchodu. Tektonické pohyby celé oblasti v období alpsko-himálajského vrásnění přispěly k mohutným výlevům čedičových láv v severozápadní části plošiny. Lávové příkrovy jsou místy 1,8 až 2 km mocné a zabírají plochu ca 500 000 km². Jelikož výlevy měly přibližně stejný plošný dosah, vytvářejí reliéf tabulových plošin (z geomorf. hlediska se jedná o platformní vulkanickou tabuli), jejichž rozdělením vznikají stolové hory se stupňovitými stráněmi, tzv. Dekánské trapy. Okraje vyzdvižených a nakloněných ker se rozčlenily a získaly vzhled pohoří, výrazných zejména při pobřeží - Západní Ghát (2 695 m n. m.), Východní Ghát (1 680 m n. m.). Na severu je Dekánská plošina ohraničená hřebenem Vindhja (881 m n. m.).

## Zajímavosti

### Název v místních jazycích
- hindsky दक्खन के पठार, Dakkhan ké pathár,
- maráthsky दख्खनचे पठार, Dakkhančé pathár,
- urdsky سطح مرتفع دکن, Satah martfa'a Dakan,
- telugsky దక్కను దిద్దుబాటు, Dakkanu diddubátu,
- kannadsky ದಖನ್ ಪ್ರಸ್ತಭೂಮಿ, Dakhan prastabhúmi,

### Souvislost s vyhynutím dinosaurů
Tato plošina vznikla silně zvýšenou vulkanickou činností na přelomu druhohor a třetihor (asi před 67 až 66 miliony let), tento jev mohl být také jednou z příčin vyhynutí neptačích dinosaurů před 66 miliony let. Podle některých studií odstartoval nejintenzivnější fázi sopečného běsnění dopad asteroidu Chicxulub. Dekkánské trapy jsou dnes jednou z největších známých magmatických provincií světa.